# Лесовка (Житомирская область)
Лесовка (укр. Лісівка) — село на Украине, находится в Андрушёвском районе Житомирской области. До 1965 года — Лясовка.
Код КОАТУУ — 1820384002. Население по переписи 2001 года составляет 732 человека. Почтовый индекс — 13425. Телефонный код — 4136. Занимает площадь 13,5 км².

## Адрес местного совета
13425, Житомирская область, Андрушёвский р-н, с.Зарубинцы, ул.Первомайская, 55